# Lonchura tristissima
Lonchura tristissima là một loài chim trong họ Estrildidae.